# خير أباد (دلغان)
خير أباد (بالإنجليزية: Kheyrabad, Dalgan)‏ هي منطقة سكنية تقع في سيستان وبلوتشستان في إيران. يقدر عدد سكانها بـ 382 نسمة .